# Сакелларі
Сакелларі (англ. Sakellari) — великий вкритий кригою півострів між затоками Амундсена і Кейсі в Землі Ендербі, Антарктида.
Ця територія була сфотографована Австралійськими національними антарктичними дослідницькими експедиціями у 1956-57 роках та радянською експедицією на Лені у 1957 році. Названий радянською експедицією на честь Миколи Сакелларі, радянського вченого і мореплавця.
Мис Стретен — крижаний мис на північно-східному краю півострова Сакелларі, що утворює західну частину входу до затоки Амундсена.